# Subdivisions de la Biélorussie
Administrativement, la Biélorussie est divisée en 6 voblasts, eux-mêmes divisés en 118 raions, 102 villes et 108 localités urbaines.
Minsk, la capitale, a un statut spécial mais est chef-lieu d'une voblast dont elle ne fait pas partie.

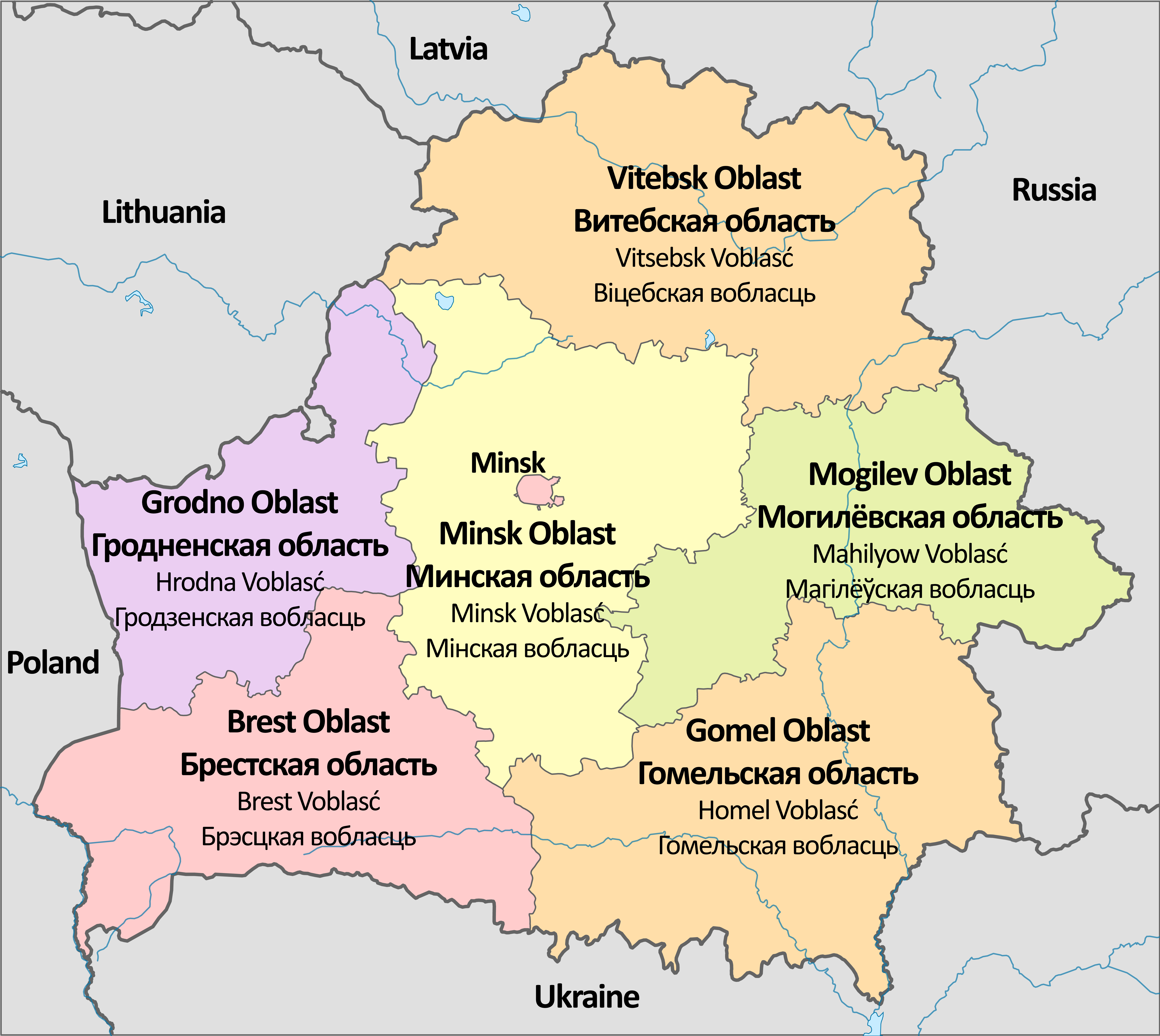
Carte des Voblasts

## Les voblasts

### Histoire
Les voblasts héritent pour la plupart d'un tracé très ancien, remontant à l'époque où l'actuelle Biélorussie faisait partie du Grand-duché de Lituanie. Les voïévodies  ont été ensuite remplacées par des goubernyas lorsqu'elles ont été acquises par l'Empire russe au XVIIIe siècle.
Les subdivisions actuelles ont été fixées définitivement en 1960, au temps de l'URSS.
Minsk possède son statut spécial depuis 1993.

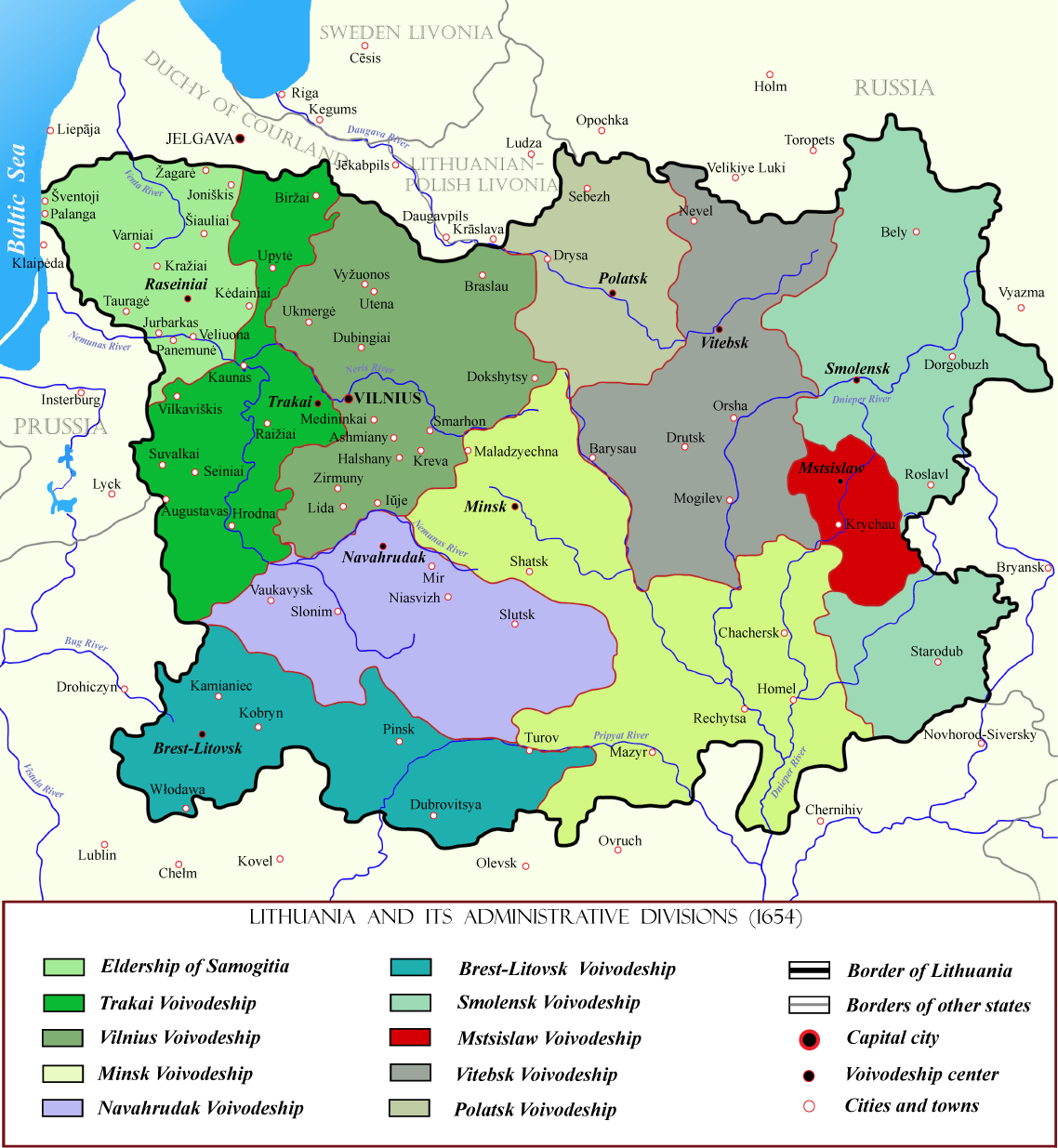
Les voïévodies du XVIIe siècle
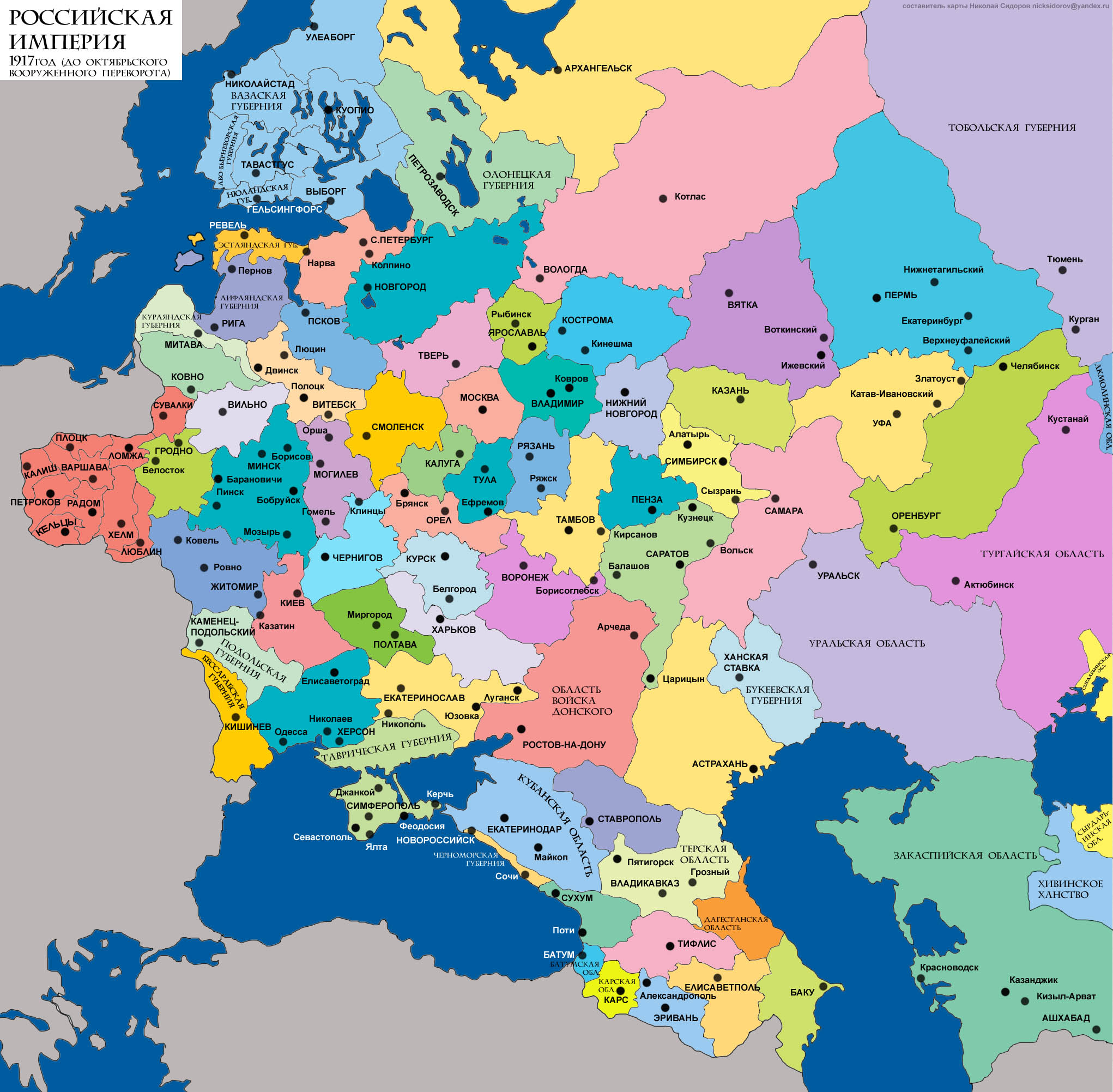
Les goubernyas russes en 1917

### Fonctionnement
Chaque voblast possède sa chambre législative, appelée oblsovet, dont les membres sont élus par les citoyens. Cette instance est complétée par un conseil exécutif, supérieur, présidé par un délégué du chef de l'État dont le titre est president.

### Liste[2]
| Blason | Voblast             | Président            | Superficie (km²)       | Population (2016)      | Habitants par km² | Chef-lieu | abréviation |
| ------ | ------------------- | -------------------- | ---------------------- | ---------------------- | ----------------- | --------- | ----------- |
|        | Voblast de Brest    | Anatoli Lis          | 32 786,44              | 1 386 982              | 44                | Brest     | BY-BR       |
|        | Voblast de Homiel   | Vladimir Dvornik     | 40 369,51              | 1 422 941              | 37                | Gomel     | BY-HO       |
|        | Voblast de Hrodna   | Vladimir Kravtsov    | 25 126,98              | 1 050 125              | 45                | Hrodna    | BY-HR       |
|        | Voblast de Mahiliow | Vladimir Domanievski | 29 067,62              | 1 067 645              | 40                | Moguilev  | BY-MA       |
|        | Voblast de Minsk    | Semen Chapiro        | 39 853,80 (sans Minsk) | 1 417 303 (sans Minsk) | 37                | Minsk     | BY-MI       |
|        | Ville de Minsk      | Andreï Chorets       | 348,84                 | 1 959 781              |                   | Minsk     | BY-HM       |
|        | Voblast de Vitebsk  | Nikolaï Cherstniev   | 40 051,34              | 1 193 587              | 34                | Vitebsk   | BY-VI       |

## Raions

### Fonctionnement
Tout comme les voblasts, les 118 raions biélorusses sont administrés par un conseil, le raysovet, élu par les citoyens. Ce conseil est lui aussi dominé par une instance exécutive.